# Burke (Dakota del Sud)
Burke és una població dels Estats Units a l'estat de Dakota del Sud. Segons el cens del 2000 tenia 676 habitants.

## Demografia
Segons el cens del 2000, Burke tenia 676 habitants, 327 habitatges, i 177 famílies. La densitat de població era de 466,1 habitants per km².
Dels 327 habitatges en un 22,3% hi vivien nens de menys de 18 anys, en un 47,4% hi vivien parelles casades, en un 4,9% dones solteres, i en un 45,6% no eren unitats familiars. En el 44,3% dels habitatges hi vivien persones soles el 30% de les quals corresponia a persones de 65 anys o més que vivien soles. El nombre mitjà de persones vivint en cada habitatge era de 2,03 i el nombre mitjà de persones que vivien en cada família era de 2,85.
Per edats la població es repartia de la següent manera: un 21,7% tenia menys de 18 anys, un 3,8% entre 18 i 24, un 20,4% entre 25 i 44, un 23,1% de 45 a 60 i un 30,9% 65 anys o més.
L'edat mediana era de 48 anys. Per cada 100 dones de 18 o més anys hi havia 74 homes.
La renda mediana per habitatge era de 23.056 $ i la renda mediana per família de 32.333 $. Els homes tenien una renda mediana de 23.438 $ mentre que les dones 19.250 $. La renda per capita de la població era de 14.210 $. Entorn del 7,2% de les famílies i el 15,7% de la població estaven per davall del llindar de pobresa.

## Poblacions més properes
El següent diagrama mostra les poblacions més properes.